# Проклятие знания
Проклятие знания (англ. curse of knowledge) — одно из когнитивных искажений в мышлении человека (см. их список); термин, предложенный психологом Робином Хогартом для обозначения психологического феномена, заключающегося в том, что более информированным людям чрезвычайно сложно рассматривать какую-либо проблему с точки зрения менее информированных людей.
В ходе эксперимента одна группа участников «выстукивала» на столе мотив известной песни, а другая группа должна была отгадать эту песню. При этом, по мнению участников из группы «выстукивающих», песню должно было угадать не менее 50 % слушателей, но в действительности лишь 2,5 % слушателей смогли правильно определить песню. С подобным явлением сталкиваются и игроки в шарады: исполнителю трудно поверить, что его товарищи по команде не в состоянии угадать секретную фразу, которую он передаёт пантомимой.
По оценкам некоторых психологов, проклятие знания может создавать трудности в обучении.

## История
Термин «проклятие знания» впервые был описан в «Журнале политической экономии» (англ. Journal of Political Economy) экономистами Колином Камерером, Джорджем Лёвенштейном и Мартином Вебером. Целью их исследования было противостоять «традиционным предположениям в таких (экономических) анализах асимметричной информации в том, что более информированные агенты могут точно предугадывать решения менее информированных агентов».
Такое исследование основано на работе Баруха Фишхоффа, написанной в 1975 году и связанной с ошибкой хайндсайта, склонностью воспринимать события, которые уже произошли, как очевидные и предсказуемые, несмотря на отсутствие достаточной информации для их предсказания. Исследования, проведённые Барухом Фишхоффом, показали, что участники не знали, что их знания повлияли на их ответы, но даже если бы знали, они все равно не смогли бы игнорировать или преодолеть этот эффект. Участники исследования не смогли вернуться к прежнему, менее осведомлённому состоянию, что непосредственно относится к эффекту проклятия знаний. По Фишхоффу, это происходило потому, что «разум участников был в состоянии ошибки хайндсайта в результате получения знания». Это получение знаний относит нас к идее о проклятии знания, предложенной Камерером, Левенштейном и Вебером: человек, обладающий знаниями, не может точно воспроизвести то, как будет мыслить или действовать человек, не обладающий знаниями. В своей статье Фишхофф ставит под сомнение неспособность сопереживать самому себе в менее осведомлённом состоянии, и отмечает, что способность людей воссоздать восприятие менее информированных людей является критически важным вопросом для историков и «человеческого понимания».
Это исследование заставило экономистов Камерера, Левенштейна и Вебера сосредоточить внимание на экономических последствиях концепции и засомневаться в том, действительно ли проклятие знания вредит распределению ресурсов в экономических условиях. Идея о том, что более информированные стороны могут понести убытки во время сделки или обмена воспринималась как нечто важное в сфере экономической теории. Большинство теоретических анализов ситуаций, в которых одна из сторон знала меньше, чем другая, сосредоточены на том, как менее информированная сторона пыталась узнать более подробную информацию для минимизации информационной асимметрии. Тем не менее, есть предположение, что более информированные стороны могут оптимально использовать информационную асимметрию, когда они, на самом деле, не могут этого делать. Люди не могут игнорировать дополнительную, более полную информацию, даже когда они должны это делать во время торгов.
Например, два человека торгуются по поводу раздела денег или провианта. Одна из сторон может знать размер разделяемой суммы, а другая — нет. Тем не менее, для того, чтобы в полной мере использовать своё преимущество, информированная сторона должна сделать такое же предложение, независимо от количества разделяемых средств. Но фактически, информированные стороны предлагают больше, когда разделяемая сумма крупнее. Информированные стороны не могут игнорировать более полную информацию, даже когда они должны это делать.

## Экспериментальные данные
Эксперимент, проведённый в 1990 году выпускницей Стэнфордского университета Элизабет Ньютон, проиллюстрировал проклятие знания в результатах простого задания. Одна группа участников «выстукивала» на столе мотив известных песен, а другая группа должна была назвать эти мелодии. Когда людей из группы «выстукивающих» попросили предсказать, сколько песен будет угадано слушателями, они переоценили их число. Проклятие знания проявляется здесь в том, что люди из группы «выстукивающих» были хорошо знакомы с тем, что они выстукивали на столе, поэтому они предположили, что слушателям будет несложно распознать мелодию. В действительности лишь 2,5 % слушателей смогли правильно определить песню.
В исследовании, проведённом Сьюзан Берч и Полом Блумом в 2003 году была использована концепция проклятия знания с целью объяснить идею о том, что способность людей рассуждать о действиях другого человека подрывается знанием исхода события. Восприятие человека о правдоподобности события также в некоторой степени опосредовано предвзятостью. Если событие было менее правдоподобным, знание являлось не столько «проклятием», как в ситуациях, когда существует потенциальное объяснение того, как мог действовать другой человек.
Кроме того, в последнее время исследователи связывают предвзятость проклятия знания с ложными представлениями у детей и взрослых, а также с теорией о трудности развития умственных способностей у детей. С подобным явлением сталкиваются и игроки в шарады: исполнителю трудно поверить, что его товарищи по команде не в состоянии угадать секретную фразу, которую он передаёт пантомимой.

## Последствия
В статье Камерера, Левенштейна и Вебера отмечается, что условия, наиболее близкие по структуре к проводимым рыночным экспериментам — это андеррайтинг, при котором информированные эксперты назначают цену товарам, которые затем продаются менее информированной общественности. Инвестиционные банкиры оценивают ценные бумаги, эксперты дегустируют сыры, закупщики наблюдают за тем, как создаются ювелирные изделия, и владельцы кинотеатров смотрят фильмы, прежде чем они выйдут в прокат. Затем они продают эти товары менее информированной общественности. Если они страдают от проклятия знания, цена у высококачественных товаров будет завышена, а у низкокачественных товаров — занижена по отношению к оптимальным, максимизирующим прибыль ценам; цены будут отражать характеристики (например, качество), которые являются неочевидными для неосведомлённых покупателей. В таких условиях проклятие знания оказывает парадоксальное воздействие. Заставляя более информированных агентов считать, что их знания разделяют другие, проклятие знания помогает смягчить недостатки, которые возникают в результате информационной асимметрии (наличия у более информированной стороны преимущества во время торгов), что приближает результаты к полной информации. В таких условиях проклятие знания может действительно улучшить социальное благополучие..

## Применение
Экономисты Камерер, Левенштейн и Вебер впервые применили феномен проклятия знания в области экономики для того, чтобы объяснить, почему и как предположение о том, что более информированные агенты могут точно прогнозировать суждения менее информированных агентов, в сущности не является правдой. Они также стремились поддержать заключение о том, что торговые агенты, которые лучше информированы о своих продуктах, могут, на самом деле, при продаже своей продукции оказаться в невыгодном положении по отношению к другим, менее информированным агентам. Причина этого в том, что более информированные агенты не в состоянии игнорировать привилегированное знание, которым они обладают, и, таким образом, «прокляты», и не в состоянии продавать свою продукцию по стоимости, которую более наивные агенты могли бы счесть приемлемой.
По оценкам некоторых психологов, «проклятие знания» может создавать трудности в обучении. Проклятие знаний подразумевает, что судить о том, как студенты рассматривают и изучают учебный материал с точки зрения учителя, а не студентов может быть потенциально неэффективно и опасно. Учитель уже обладает знанием, которое он пытается передать, но способ передачи знания может не подходить тем, у кого этого знания нет.